# Himno de la Provincia de Formosa
El Himno a Formosa (también llamado "Marcha Formosa") es el canto oficial de la Provincia de Formosa, Argentina.
Fue compuesto en 1954 por Armando de Vita y Lacerra; y la música le fue agregada por el mayor Víctor Rival, director de la banda de música del Regimiento de Infantería de Monte 29 de Formosa.

## Historia
En 1954, una organización social de Formosa, le encarga al poeta Armando de Vita y Lacerra la creación de un himno que represente a los formoseños. El escritor plasmó sus ideas en un poema de tres estrofas. La música le fue encargada al mayor Víctor Rival, director de la banda de música del Regimiento de Infantería de Monte 29 de Formosa; quien inmediatamente inició sus esfuerzos en conjunto con el Coro Polifónico de la Provincia.
Finalmente, para 1955, el himno queda terminado; y el 8 de abril de ese año (día de la Fundación de Formosa) es cantado por primera vez en un acto oficial.
Pero pasarían varios años, para que en 1964 el Gobierno provincial reconozca la marcha y entregue una medalla a sus autores.
Recién el 21 de julio de 1988, la administración del Gobernador Vicente Joga, publica el Decreto N° 1.471 del Poder Ejecutivo Provincial que dispone la enseñanza obligatoria del Himno "Marcha Formosa" en las escuelas de la provincia y su entonación en los establecimientos primarios, secundarios y terciarios y en todos los actos oficiales junto al Himno Nacional Argentino.